# Monument du général Desaix
Pour les articles homonymes, voir Desaix (homonymie).
Le monument du général Desaix est un monument historique situé à Strasbourg, dans le département français du Bas-Rhin.

## Localisation
Ce bâtiment est situé place du Maréchal-de-Lattre-de-Tassigny à Strasbourg.

## Historique
L'édifice fait l'objet d'un classement au titre des monuments historiques depuis 1922.